# Hazem al-Beblawi
Hazem al-Beblawi (in arabo حازم الببلاوي‎?; Il Cairo, 17 ottobre 1936) è un economista e politico egiziano, già Ministro delle Finanze e, dal 9 luglio 2013 al 24 febbraio 2014, Primo ministro dell'Egitto.

## Biografia

### Gioventù e istruzione
Beblawi ha studiato Giurisprudenza nell'Università del Cairo e ha ottenuto una laurea breve nel 1957. Ha ottenuto poi la laurea specialistica in Economia nel 1961 all'Università di Grenoble (Francia). Ha infine conseguito un PhD in Economia dall'Università Paris 1 Panthéon-Sorbonne nel 1964.

### Carriera economica
A partire dagli anni settanta, ha ricoperto diversi incarichi come consigliere economico: in Egitto, in altri Paesi arabi (manager all'Industrial Bank of Kuwait dal 1980 al 1983, advisor al Fondo Monetario Arabo dal 2001 al 2011) e presso l'Onu (segretario esecutivo della Commissione Economica e Sociale per l'Asia Occidentale dal 1995 al 2000).
Beblawi è autore di numerosi libri, in arabo, inglese e francese, su banche, finanza, commercio internazionale e sviluppo. Scrive inoltre articoli per il quotidiano al-Ahram.

### Carriera politica
Liberale, dopo la rivoluzione egiziana del 2011 è stato uno dei fondatori del Partito Socialdemocratico Egiziano..
Il 17 luglio 2011 è stato nominato ministro delle Finanze e viceministro degli Affari Esteri in un rimpasto del Governo Sharaf.
Ai primi di ottobre del 2011 presentò le proprie dimissioni per protestare contro le violenze delle forze armate che avevano ucciso almeno 17 copti nel corso di una manifestazione di protesta dei cristiani contro il governo di Mubarak, ma l'allora capo supremo delle forze armate rifiutò le sue dimissioni e Bablawi rimase al suo posto fino al dicembre 2011, quando fu infine sostituito dal suo vice Mumtaz al-Sa'id.
A seguito del golpe del 2013, il 9 luglio Beblawi è stato nominato Primo ministro dell'Egitto dal Presidente Adli Mansur.
Il 24 febbraio 2014 si è dimesso da premier, sostituito da Ibrahim Mahlab, ministro dell'edilizia.